# 維林諾
在J·R·R·托爾金的小說裡，維林諾（英語：Valinor），是阿門洲的別稱，意思是維拉之地，維拉在阿門洲之領土。自從奧瑪倫島被米爾寇毀滅後，維拉由奧瑪倫島西遷至阿門洲（由始至終唯一不住在奧瑪倫島及阿門洲的維拉是大海之神烏歐牟）。維林諾的主要城市是維利瑪（英語：Valimar）。
努曼諾爾陸沉後，只有5位哈比人獲准沿筆直航道前往阿門洲，包括佛羅多·巴金斯、比爾博·巴金斯、山姆卫斯·詹吉、梅里和皮聘

## 創作
托爾金曾把維林諾寫進他創作的兒童故事《羅佛蘭登》裡，該作中的提及的「群山之下綠坡之上的精靈之城」其實就是維林諾的寫照。